# Aandhiyan
Aandhiyan er en indisk film fra 1990 af David Dhawan.

## Medvirkende
- Shatrughan Sinha som Dushyant
- Mumtaz som Shakuntala
- Prosenjit Chatterjee som Vikram "Vicky"
- Madhushree som Kiran
- Saeed Jaffrey
- Om Shivpuri
- Anil Dhawan
- Satyen Kappu